# Kirchdorf (Mühldorf am Inn járás)
Kirchdorf település Németországban, azon belül Bajorországban. Lakosainak száma 1348 fő (2023. december 31.). Kirchdorf Reichertsheim és Haag in Oberbayern községekkel határos.

## Népesség
A település népessége az elmúlt években az alábbi módon változott:
| Lakosok száma | 1082 | 1231 | 1335 | 1341 | 1335 | 1339 | 1344 | 1355 | 1331 | 1348 |
|               | 1970 | 1975 | 2011 | 2012 | 2014 | 2015 | 2017 | 2019 | 2022 | 2023 |